# Projectiescherm
Een projectiescherm is een scherm waarop door middel van een projector of beamer een beeld op wordt geprojecteerd. Het beeld is meestal groter dan van een beeldscherm dat het beeld zelf produceert.
Projectieschermen zijn er in verschillende groottes, waarbij de beeldverhouding van het geprojecteerde beeld, de grootteverhouding van het projectiescherm bepaald.
Veelvoorkomende projectieverhoudingen zijn: 
- 4:3
- 16:9
- 21:9 (ook wel 1:2.35 genoemd)

Bij gebrek aan een projectiescherm kan men een witte muur of laken gebruiken, maar met een projectiescherm worden het contrast en de helderheid (gain-waarde) hoger.
Verschillende projectieschermen:
- handmatige projectieschermen, het scherm moet handmatig uitgerold worden.
- elektronische projectieschermen, het scherm rolt zichzelf automatisch uit.
- interactief projectiescherm, projecteren en interactief werken tegelijk.

Voor stereobeelden met gepolariseerd licht is een metallisch scherm nodig. De meeste projectieschermen voldoen daaraan. Een witte muur of wit kleed is hier absoluut onbruikbaar.
In literaire taal wordt een projectiescherm vaak aangeduid als 'het witte doek'.